# Osoba (mluvnice)
Osoba je mluvnická kategorie sloves, zájmen a někdy i dalších slovních druhů (např. v češtině spojek abych / abys / aby). Typicky existují tři kategorie osoby, které rozlišují, zda je podmětem věty mluvčí (první osoba), posluchač (druhá osoba) či někdo jiný (třetí osoba). V některých jazycích se osoba, která se účastní děje, označuje pouze příslušným zájmenem a tvar slovesa se nemění. V řadě jazyků včetně češtiny se podle osoby mění i sloveso.
V literatuře se jako vyprávěcí osoba užívá osoba třetí (er-forma), v případě, že se autor staví do role vypravěče, je příběh v první osobě (tzv. ich-forma). Druhá osoba jako hlavní vyprávěcí osoba je v literatuře spíše ojedinělá, užívá se např. v tzv. gamebooku, v němž čtenář může do jisté míry ovlivňovat chod příběhu.

## Čeština
Slovesné tvary v češtině mohou být kromě infinitivu v těchto osobách:
- 1. osoba (já, my),
- 2. osoba (ty, vy),
- 3. osoba (on, ona, ono, oni, ony, ona). Pomocí třetí osoby se vyjadřují také stavy neosobní: sněží, prší.

V mluvě někdy dochází k posunům v osobě (personálním transpozicím), konkrétně jde o oslovení posluchače (druhá osoba) pomocí třetí osoby jednotného nebo množného čísla, tzv. onkání a onikání, které je v češtině chápáno jako zastaralé: Tak se u nás posadila. Oni jsou skutečný muž. Někdy také dochází k záměně první osoby (mluvčí) za třetí, pokud chce mluvčí vyjádřit určitou odtažitost, nadhled: Vinnetou (o sobě): Vinnetou zná mnoho jiných cest. Jiným příkladem personální transpozice je tzv. empatický plurál, kdy místo druhé osoby je použito množné číslo první osoby (Vyčuráme se a půjdeme spinkat. Tak copak nás bolí, paní Nováková? Nudle scedíme a necháme odstát.)

## Ostatní jazyky
V některých jazycích se od typického systému tří kategorií objevují odchylky; například v telugštině je první osoba množného čísla rozštěpena na tvar inkluzivní (já + ty + on) a exkluzivní (já + on, ale bez tebe) a v kríjštině se objevuje 4. osoba, jejíž pomocí se rozlišují dvě 3. osoby (např. ve větě On ho viděl).